# Guit Idestam-Almquist
Guit Idestam-Almquist, född Zoila Margareta Almgren, 12 augusti 1901 i Uppsala, död 7 november 1991 i Enskededalen, var en svensk barnboksförfattare, mellan 1925 och 1983 gift med författaren Bengt Idestam-Almquist.
Idestam-Almquist inledde sitt författarskap 1944 med en sagosamling, men skrev därefter framför allt realistiska vardagsskildringar med ett lättläst språk, och gjorde därigenom en stor insats för barn med lässvårigheter.
År 1934 medverkade Idestam-Almquist i Gustaf Molanders film Fasters millioner.